# Argentinas provinser
Lista över Argentinas provinser
Argentina är indelat i en autonom stad, Buenos Aires (Ciudad Autónoma de Buenos Aires), och 23 provinser (provincias): 

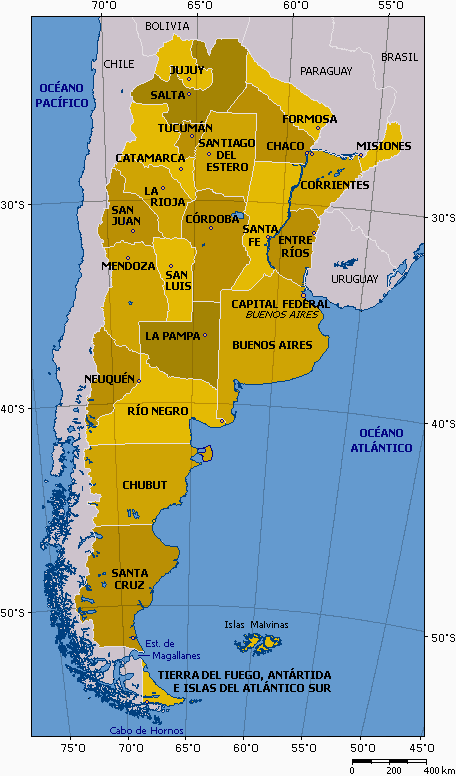
Argentinas provinser

| Nr | Autonom stad | Huvudstad    | Yta. (km²) | Inv. (2001) |
| -- | ------------ | ------------ | ---------- | ----------- |
| 1  | Buenos Aires | Buenos Aires | 203        | 2 776 138   |

| Nr | Provins             | Huvudstad                           | Yta (km²)        | Inv. (2001)     |
| -- | ------------------- | ----------------------------------- | ---------------- | --------------- |
| 2  | Buenos Aires        | La Plata                            | 307 571          | 13 827 203      |
| 3  | Catamarca           | San Fernando del Valle de Catamarca | 102 602          | 334 568         |
| 4  | Chaco               | Resistencia                         | 99 633           | 984 446         |
| 5  | Chubut              | Rawson                              | 224 686          | 413 237         |
| 6  | Córdoba             | Córdoba                             | 165 321          | 3 066 801       |
| 7  | Corrientes          | Corrientes                          | 88 199           | 930 991         |
| 8  | Entre Ríos          | Paraná                              | 78 781           | 1 158 147       |
| 9  | Formosa             | Formosa                             | 72 066           | 486 559         |
| 10 | Jujuy               | San Salvador de Jujuy               | 53 219           | 611 888         |
| 11 | La Pampa            | Santa Rosa                          | 143 440          | 299 294         |
| 12 | La Rioja            | La Rioja                            | 89 680           | 289 983         |
| 13 | Mendoza             | Mendoza                             | 148 827          | 1 579 651       |
| 14 | Misiones            | Posadas                             | 29 801           | 965 522         |
| 15 | Neuquén             | Neuquén                             | 94 078           | 474 155         |
| 16 | Río Negro           | Viedma                              | 203 013          | 522 822         |
| 17 | Salta               | Ciudad de Salta                     | 155 488          | 1 079 051       |
| 18 | San Juan            | San Juan                            | 89 651           | 620 023         |
| 19 | San Luis            | San Luis                            | 76 748           | 367 933         |
| 20 | Santa Cruz          | Río Gallegos                        | 243 943          | 196 958         |
| 21 | Santa Fe            | Santa Fe                            | 133 007          | 3 000 701       |
| 22 | Santiago del Estero | Santiago del Estero                 | 136 351          | 804 457         |
| 23 | Eldslandet          | Ushuaia                             | 21 571 1 002 352 | 101 079 126 212 |
| 24 | Tucumán             | Tucumán                             | 22 524           | 1 338 523       |